# 바라밀
바라밀(婆羅蜜) 또는 바라밀다(波羅蜜多)는 산스크리트어 빠라미따(पारमिता pāramitā)를 음에 따라 번역한 것으로, 완전한 상태 · 구극(究極)의 상태 · 최고의 상태를 뜻한다.
불교의 교리상으로는, 바라밀은 미망과 생사의 차안(此岸: 이 언덕)에서 해탈과 열반의 피안(彼岸: 저 언덕)에 이르는 것이며, 또한 이를 위해 보살이 닦는 덕목 · 수행 · 실천을 의미한다. 이러한 이유로 바라밀은 뜻에 따라 번역하여 도피안(到彼岸) 또는 도(度)라고도 한다.  도피안(到彼岸: 피안에 이르다)은 열반이라는 이상적인 상태로 들어가는 것을 의미하며, 도(度)는 현실의 차안(此岸)에서 이상적인 상태인 피안(彼岸)으로 사람들을 넘기기 위한 덕목 · 수행 또는 실천이라는 의미이다. 예를 들어, 대승불교의 주요 논서 중 하나인 《대지도론(大智度論)》의 도(度)는 빠라미따(Paramita)의 번역어이다.
대표적인 바라밀들로는 《반야경》에서 설법하는 보시(布施) · 지계(持戒) · 인욕(忍辱) · 정진(精進) · 선정(禪定) · 지혜(智慧)의 6바라밀(六波羅蜜)이 있다. 이 중에서 마지막의 지혜 바라밀은 반야 바라밀이라고도 하는데, 다른 다섯 바라밀을 성립시키는 근거인 무분별지(無分別智)이다. 또한, 6바라밀에 방편(方便) · 원(願) · 역(力) · 지(智)의 네 가지 바라밀을 더한 10바라밀(十波羅密: ① 보시 · ② 지계 · ③ 출리 · ④ 지혜 · ⑤ 정진 · ⑥ 인욕 · ⑦ 진실 · ⑧ 결의 · ⑨ 자애 · ⑩ 평온)이 있으며, 6바라밀 · 10바라밀과는 별도의 4바라밀(四波羅蜜) 등도 설법되고 있다.
6바라밀 등은 대승불교의 보살의 실천 덕목으로 되어 있다.

## 6바라밀
6바라밀(六波羅蜜)은 여섯 가지 덕목 · 수행 · 실천을 통칭하는데, 구체적으로 다음을 뜻한다.
1. 보시 바라밀(布施波羅蜜): 재시(財施) · 법시(法施: 진리를 가르침) · 무외시(無畏施: 공포를 제거하고 마음을 안정시킴)의 실천
2. 지계 바라밀(持戒波羅蜜): 계율을 지키고 항상 자기반성을 하여 자신의 행동을 규율하는 것
3. 인욕 바라밀(忍辱波羅蜜): 고난을 이겨 나가는 것 (원래 인욕(忍辱)은 법을 진실로 인정하고 이에 복종하는 것을 의미하였다)
4. 정진 바라밀(精進波羅蜜): 보살로서의 수행을 힘써 닦으며 꾸준히 노력하는 것
5. 선정 바라밀(禪定波羅蜜): 마음을 안정시켜 올바른 지혜(무분별지)가 나타나게 하는 수단인 선정(禪定)을 닦는 것
6. 반야 바라밀(般若波羅蜜): 진실하고 올바른 지혜, 즉 무분별지(無分別智)를 작용시키는것

6바라밀의 여섯 가지 덕목들에서는, 우선 보시, 즉 "주는 것"을 강조하고 마지막 덕목으로 지혜(무분별지)의 완성을 말하고 있다.  이들 여섯 가지 바라밀 중에서 가장 기본이 되는 것은 마지막 여섯 번째인 반야, 즉 지혜(무분별지)이다. 다른 다섯 가지 덕목 또는 수행("오행 · 五行"")은 반야바라밀에 바탕을 둔 것으로, 이에 따르면 보살행, 즉 보살의 행이란 지혜(무분별지)에 의거한 자비행(慈悲行)이다.

## 반야와 6바라밀
초기 불교에서도 제행무상 · 일체개고 · 제법무아를 반야에 의해서 안다고 주장하지만, 반야는 대승불교에서 특히 중요시되었다. 반야는 대승불교에서는 보살이 수행하는 보시(布施) · 지계(持戒) · 인욕(忍辱) · 정진(精進) · 선정(禪定) · 지혜(智慧)의 6바라밀(六派羅蜜) 중 반야바라밀(산스크리트어: प्रज्ञापारमिता prajñāpāramitā) 또는 지혜바라밀로 설법되고 있으며, 나머지 다섯 바라밀을 성립시키는 근거로 여겨져 중요시되고 있다. 역으로, 선정 바라밀은 반야바라밀이 발현되게 하는 직접적인 수단 또는 원인이다.
또한 반야는 "모든 부처(諸佛)의 어머니(즉, 성불의 원인)"라 불리며, 이러한 교의는 많은 《반야경》을 비롯한 대승경전이나 논서에서 널리 강조되고 있다. 예를 들어, 대승불교의 논서인 《대지도론(大智度論)》에서는 육안(肉眼) · 천안(天眼) · 혜안(慧眼) · 법안(法眼) · 불안(佛眼)의 오안(五眼)을 얻고자 한다면 반야 바라밀을 닦아야 한다는 불교 경전의 진술을 인용해 이를 해설하고 있다.
《인왕경》에서 고타마 붓다는 반야 바라밀을 닦는 것이란 복인(伏忍) · 신인(信忍) · 순인(順忍) · 무생인(無生忍) · 적멸인(寂滅忍)의 5인(五忍)을 수행하는 것이라고 말하고 있다. 5인은 10신 · 10주 · 10행 · 10회향 · 10지 · 등각 · 묘각의 52위의 보살 수행계위에서 최초의 10신을 제외한 나머지 상위의 42위 즉 42현성(四十二賢聖)을 인(忍) 즉 지혜의 측면에서 다음의 5가지 그룹으로 재분류한 것이다. 따라서, 《인왕경》에 따르면 반야 바라밀이란 현성(賢聖), 즉 10신의 계위를 벗어난 수행자, 즉 실제로 불교의 길에 들어선 수행자의 모든 대승불교적 수행과 그 수행의 과보로서 증득된 지혜 등의 모든 공덕을 통칭한다. 그리고 궁극적으로는 이 모든 것을 가능하게 하는 살바야해(薩婆若海) 즉 일체지(一切智) 즉 불지(佛智)를 의미한다.
1. 복인(伏忍): 10주 · 10행 · 10회향의 3현(三賢)
2. 신인(信忍): 10지 가운데 초지 · 제2지 · 제3지
3. 순인(順忍): 10지 가운데 제4지 · 제5지 · 제6지
4. 무생인(無生忍): 10지 가운데 제7지 · 제8지 · 제9지
5. 적멸인(寂滅忍): 10지 가운데 제10지와 등각 · 묘각

## 참고 문헌
- 이 문서에는 다음커뮤니케이션(현 카카오)에서 GFDL 또는 CC-SA 라이선스로 배포한 글로벌 세계대백과사전의 내용을 기초로 작성된 글이 포함되어 있습니다.